# Атясов, Николай Иванович
Николай Иванович Атясов (13 июля 1926, c. Узюково, Ульяновская губерния — 25 апреля 2001, Саранск) — российский хирург, учёный, доктор медицинских наук (1966), профессор (1971), автор методик обезболивания путём введения лекарственных препаратов во внутрикостную ткань, лечения фантомных болей ампутационных культей, глубоких отморожений внутренним оттаиванием с внешней термоизоляцией.

## Биография
Николай Иванович Атясов родился 13 июля 1926 г. в мордовской многодетной крестьянской семье в селе Узюково (ныне — в Ставропольском районе Самарской области).
В 1951 г. окончил Горьковский медицинский институт.
С 1951 по 1954 г. работал хирургом в районной больнице (Выкса Нижегородской области) и преподавателем в фельдшерско-акушерской школе.
В 1954 г. продолжил учёбу в клинической ординатуре в Нижегородском научно-исследовательском институте травматологии и ортопедии, по окончании которой (1957) прошёл путь до заместителя директора по науке (1967) и руководителя организованной клиники термических поражений (1960), получившей благодаря достигнутым успехам статус Всероссийского ожогового центра (1967).
В 1957 г. защитил выполненную в районной больнице кандидатскую диссертацию «Внутрикостная анестезия в амбулаторной хирургии», изданную (1958) в виде монографии. В 1966 г. защитил докторскую диссертацию «Внутрикостный путь вливаний в травматологии и ортопедии», в 1971 г. — утвержден в ученом звании профессора. С 1973 г. работал в Мордовии, заведующим кафедрой общей хирургии и анестезиологии Мордовского госуниверситета.
Имя Н. И. Атясова присвоено Всероссийскому ожоговому центру (1996) и кафедре Мордовского государственного университета.

## Научный вклад
Н. И. Атясов — основатель научно-практических направлений — комбустиологии и реаниматологии. Николай Иванович разработал и применил, революционную по тем временам, систему активного хирургического лечения тяжелообожжённых, которая позволила резко снизить летальность среди пострадавших от ожогов, сократить сроки лечения больных. Благодаря его стараниям был открыт ожоговый центр в Нижнем Новгороде (г. Горький), впоследствии ставший Российским ожоговым центром, ожоговый центр в Республике Мордовия и ряде других регионов нашей страны. Он разработал метод обезболивания путём введения лекарственных препаратов во внутрикостную ткань, а также создал новые методы лечения фантомных болей ампутационных культей, глубоких отморожений внутренним оттаиванием с внешней термоизоляцией.
Является автором 40 изобретений, более 800 научных работ и 25 монографий, под его руководством защищено более 100 диссертаций, 17 из которых докторские.
Профессор Н. И. Атясов был членом Российских проблемных комиссий: «Научные основы реаниматологии», «Ожоговая болезнь», редколлегий журналов: «Вестник Мордовского университета», «Нижегородский медицинский журнал», «Комбустиология» (Москва), Ученого совета Нижегородской медицинской академии.
Профессор Н. И. Атясов являлся членом Международных ассоциаций: «Медицина катастроф» (Лондон, 1989), «Раны» (Тель-Авив, 1994), «Пластическая хирургия» (Хиети, Италия, 1995); почетным членом 17 научных обществ по четырём номинациям: хирургов, травматологов-ортопедов, анестезиологов-реаниматологов и гематологов-трансфузиологов. Награждён почетными грамотами, дипломами и медалями, орденом Всеарабского конгресса по реанимации и экстремальной медицине (Каир, 1997).
Профессор А. Н. Беляев:

«Николай Атясов — не просто новатор, но своего рода революционер в области лечения ожогов, реанимации и вообще экстремальной медицины. Н.Атясов впервые в мире применил новаторский метод обезболивания путём введения лекарственных препаратов во внутрикостную ткань, создал стройную систему активного хирургического лечения ожоговых больных. Внедрение системы Н.Атясова в медицинскую практику позволило значительно сократить сроки лечения и повысить его эффективность. Так, если ранее больные с ожогами 30 % поверхности тела считались безнадежными, то благодаря методу Н. Атясова излечиваются пациенты с ожогами 50-60 % поверхности тела».